# Ферран-Прево, Полин
Полин Ферран-Прево (фр. Pauline Ferrand-Prévot, род. 10 февраля 1992, Реймс) — французская профессиональная велогонщица. Обладательница 15 титулов чемпионки мира в четырёх различных дисциплинах, она является одной из самых успешных велосипедисток всех времён. В 2014 и 2015 годах была чемпионкой мира в шоссейном велоспорте, велокроссе и маунтинбайке. Завоевала золотую медаль в маунтинбайке на летних Олимпийских играх 2024 года.

## Спортивная карьера
Полин Ферран-Прево родом из Реймса, где у её родителей была велосипедная школа. В 2009 году она стала чемпионкой мира и чемпионкой Европы среди юниоров в маунтинбайке, а также чемпионкой Европы и чемпионкой Франции среди юниоров в индивидуальной гонке на шоссе; она также заняла третье место в групповой гонке на чемпионате Европы. На юниорском чемпионате мира по шоссейному велоспорту заняла второе место в групповой и индивидуальной гонках. Выиграла Chrono des Nations (U23). В 2010 году завоевала титул чемпионки мира среди юниоров в групповой гонке и заняла второе место в индивидуальной гонке; в маунтинбайке стала чемпионкой мира среди юниоров во второй раз. На чемпионате Европы по шоссейному велоспорту заняла второе место в групповой и индивидуальной гонках. Она также стала чемпионкой Франции шоссейному велоспорту в групповой гонке среди юниоров и заняла восьмое место на чемпионате мира по маунтинбайку в дисциплине кросс-кантри среди элиты.
С 2012 года Ферран-Прево выступала в профессиональных шоссейных гонках в составе команды Rabobank. На чемпионате Франции по шоссейному велоспорту в июне она выиграла индивидуальную гонку и тем самым завоевала свой первый титул в элите. Вскоре после этого она приняла участие в Олимпийских играх 2012 года в Лондоне. На них заняла восьмое место в групповой гонке и 26-е в кросс-кантри. В последующие годы она участвовала в соревнованиях по шоссейному велоспорту, маунтинбайку, а также в зимнем велокроссе. В 2014 году она выиграла несколько шоссейных гонок в течение сезона, включая Флеш Валонь Фамм и общий зачёт на Эмакумин Бира; на Джиро Роза заняла второе место, уступив своей подруге по команде Марианне Вос. В конце сезона стала чемпионкой мира в групповой гонке в Понферраде (Испания). В начале 2015 года Ферран-Прево стала чемпионкой мира по велокроссу в Таборе (Чехия), а позже в том же году выиграла титул чемпионки мира по маунтинбайку. Таким образом, она стала (по состоянию на 2024 год) единственной велосипедисткой, когда-либо становившейся чемпионкой мира в трёх разных дисциплинах одновременно.
В 2016 году Ферран-Прево мучили травмы, но после предыдущих успехов она считалась фаворитом Летних Олимпийских игр 2016 года, где участвовала в шоссейной групповой гонке и кросс-кантри по маунтинбайку. Игры принесли разочарование: она заняла 26-е место в групповой гонке и была вынуждена сняться с кросс-кантри из-за усталости. В августе 2018 года заняла второе место на чемпионате Европы по маунтинбайку в кросс-кантри в Глазго, уступив швейцарке Йоланде Нефф. В декабре 2018 года она объявила, что ей предстоит операция из-за проблем с кровообращением в ногах, и поэтому она должна выбыть из строя примерно на четыре месяца. В августе 2019 года она выиграла чемпионат мира по маунтинбайку в Канаде, опередив Нефф.
В конце 2019 года Полин Ферран-Прево объявила, что больше не будет участвовать в шоссейных гонках, а сосредоточится на маунтинбайке и велокроссе.
В сезоне 2020 года Ферран-Прево в третий раз стала чемпионкой мира по маунтинбайке в кросс-кантри. Она также выиграла чемпионат Европы и одну из двух гонок Кубка мира. В сезоне 2021 года последовали два успеха на этапах Кубка мира и бронзовая медаль на чемпионате мира по маунтинбайке в шорт-треке. Она снова стала чемпионкой Европы в олимпийском кросс-кантри, но летние Олимпийские игры вновь принесли ей разочарование: после аварии на первом круге и поломки на третьем она так и не смогла оказать решающего влияния на ход гонки и закончила её на 10-м месте.
В 2022 году Ферран-Прево стала сильнее и показала такой же впечатляющий результат, как и в 2014/15 годах, выиграв свой четвёртый чемпионский титул в кросс-кантри на Чемпионате мира по маунтинбайку 2022 в конце августа, а также титул в шорт-треке. Через три недели она выиграла марафонский чемпионат мира по маунтинбайку, а ещё через три недели после этого стала первой в истории чемпионкой мира по гравийному велоспорту среди женщин на чемпионате мира в итальянском Венето. Таким образом, за шесть недель она завоевала четыре титула чемпионки мира.
Ферран-Прево защитила свои титулы на чемпионате мира по маунтинбайку 2023 года в Глазго. В 2024 году она выиграла чемпионат Европы в Шейле-Градиштей. В 2024 году с четвёртой попытки и на глазах у родной публики под Парижем она с большим отрывом выиграла олимпийскую гонку по маунтинбайку. Ранее она заявляла о намерении завершить карьеру маунтинбайкера после этого сезона и вернуться в шоссейный велоспорт в возрасте 32 лет.

## Рейтинги
| Год                 | 2011 | 2012 | 2013 | 2014 | 2015 | 2016  | 2017 | 2018 | 2019 | 2020 | 2021  |
| ------------------- | ---- | ---- | ---- | ---- | ---- | ----- | ---- | ---- | ---- | ---- | ----- |
| Мировой рейтинг UCI | 55-й | 37-й | 37-й | 8-й  | 18-й | 123-й | 49-й | 96-й | -    | -    | 758-й |
| Мировой кубок UCI   | 30-й | 13-й | 52-й | 6-й  | 6-й  |       |      |      |      |      |       |
| Мировой тур UCI     |      |      |      |      |      | 69-й  | 38-й | 48-й | -    | -    | -     |
|                     |      |      |      |      |      |       |      |      |      |      |       |
| Источник: UCI       |      |      |      |      |      |       |      |      |      |      |       |